# Chyšná

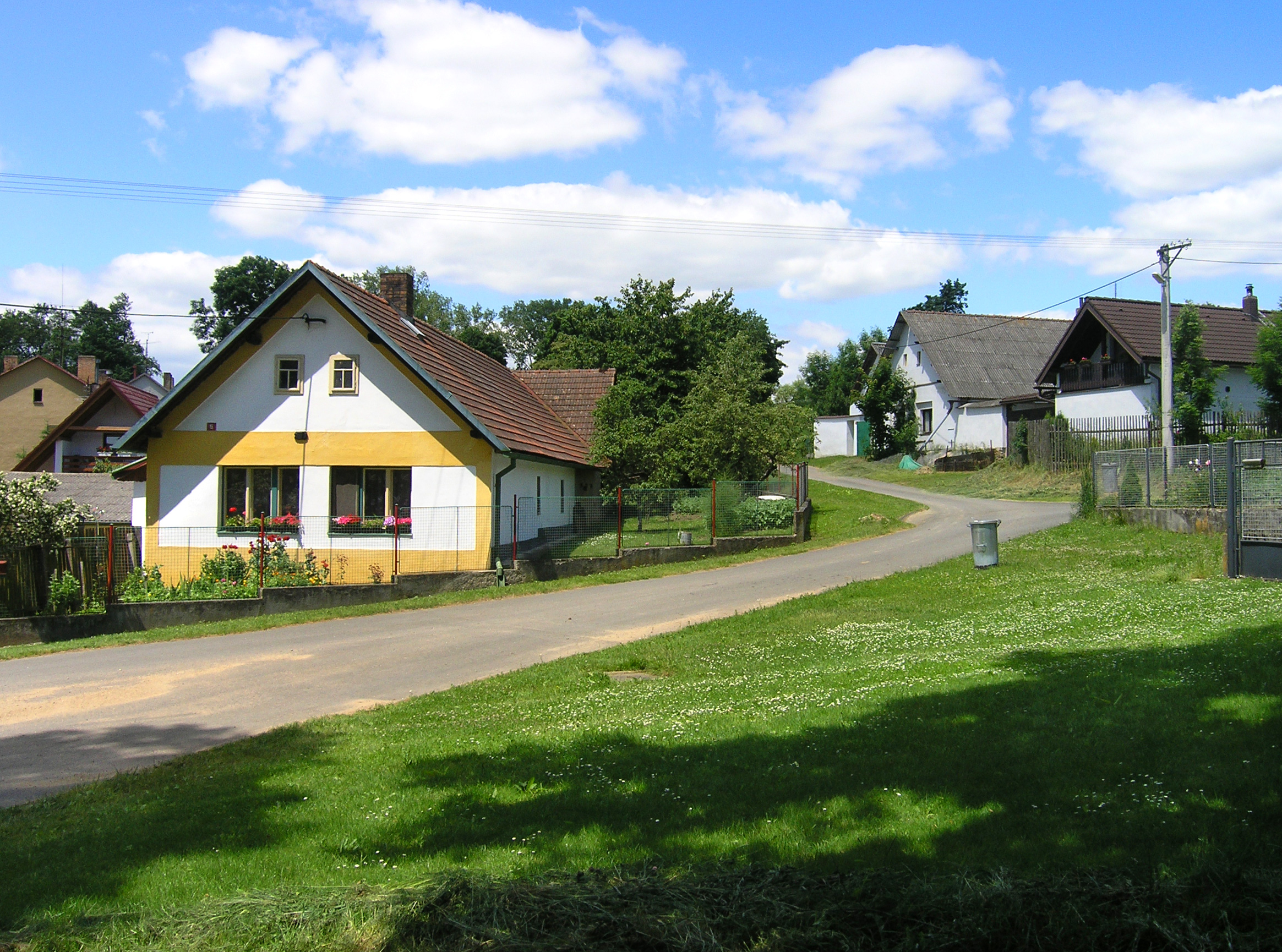
Chyšná

Chyšná (deutsch Chyschna) ist eine Gemeinde in Tschechien. Sie liegt zehn Kilometer nordwestlich von Červená Řečice und gehört zum Okres Pelhřimov.

## Geographie
Chyšná befindet sich im Südwesten der Böhmisch-Mährischen Höhe auf einem Höhenrücken zwischen zwei kleinen Zuflüssen zum Martinický potok (Goldbach). Nordöstlich erhebt sich der Kočihrady (561 m). Gegen Südosten liegt der Stauweiher Martinický rybník.
Nachbarorte sind Krčmy im Norden, Skoranovice und Popovický Dvůr im Nordosten, Těškovice und Krčma im Osten, Onšov und Martinice u Onšova im Südosten, Borek, Košetice, U Hánových und Nová Ves im Süden, Červův Mlýn, Kramolín, Mikešův Mlýn und Jedlina im Südwesten, Chýstovice und Čeněnice im Westen sowie Malá Paseka und Růžkovy Lhotice im Nordwesten.

## Geschichte
Archäologische Funde datieren bis in die Hallstattzeit.
Chyšná entstand nahe dem mittelalterlichen Handelsweg Via Humpolencis, der von Prag über Benešov, Vlašim, Čechtice, Krčmy, Onšov und Skoranovice durch das Tal des Goldbaches und weiter über Humpolec und Jihlava auf dem Balkan und den Orient führte. Wahrscheinlich gehörte die Gegend zum Besitz der Slavnikiden. Nach alten Schriften ließ Herzog Slavník von Zlic auf dem Berg über Onšov eine Holzkirche errichten. Vermutlich erfolgte dies um 980 zu Lebzeiten Slavníks, der überlieferte Zeitpunkt 995 ist unwahrscheinlich, da Slavník 981 in Libice nad Cidlinou ermordet wurde. Im Jahre 1088 beschenkte Vratislav II. seine Frau Swatawa mit einem Sprengel aus dem Besitz des Vyšehrader Kapitels, der zwischen den Flüssen Želivka und Goldbach (Martinický potok) lag und dessen Zentrum Kralowitz bildete. 1144 teilte Vladislav II. den Sprengel zwischen dem Kloster Želiv und dem Bistum Prag auf. Dabei kam die Gegend um Chyšná zur bischöflichen Herrschaft Řečice.
Die erste schriftliche Erwähnung des Dorfes Lhota Chyšná erfolgte im Jahre 1305 im Zuge des Kaufes von Křivsoudov durch Johann von Luxemburg. Initiator dieses Kaufes war der Abt des Klosters Sedletz, Heinrich Heidenreich der fünf Jahre später auch die Heirat der Königin Elisabeth mit Johann von Luxemburg vermittelte. 1777 wurde infolge des Patentes der Königin Maria Theresia der Vorwerkshof Chyšná parzelliert und eine Siedlung von sieben Familianten gegründet. Die Bewohner des Dorfes galten im 19. Jahrhundert in der weiten Umgebung als geschätzte Maurer und Zimmerleute.
Nach der Ablösung der Patrimonialherrschaften bildete Chyšná/Chyschna ab 1850 einen Ortsteil der politischen Gemeinde Černičí in der Bezirkshauptmannschaft Ledetsch. Sitz des Bezirksgerichtes wurde wenig später Dolní Kralovice. 1905 wurde in Onšov durch die Bauleute aus Chyšná eine dreiklassige Schule errichtet, die fortan auch die Kinder aus Chyšná besuchen sollten. Daraufhin errichten die Bewohner von Chyšná ein eigenes Schulhaus im Dorf, das im selben Jahres als Außenstelle der Schule in Onšov den Unterricht aufnahm. Ab 1949 gehörte Chyšná als Ortsteil von Martinice u Onšova zum Okres Pacov. Nach dessen Auflösung kam Chyšná 1961 zusammen mit Martinice u Onšova zum Okres Pelhřimov. 1976 erfolgte die Eingemeindung nach Košetice. Mit Beginn des Jahres 1992 löste sich Chyšná wieder von Košetice los und bildet seitdem eine eigene Gemeinde.

## Gemeindegliederung
Für die Gemeinde Chyšná sind keine Ortsteile ausgewiesen.

## Bilder

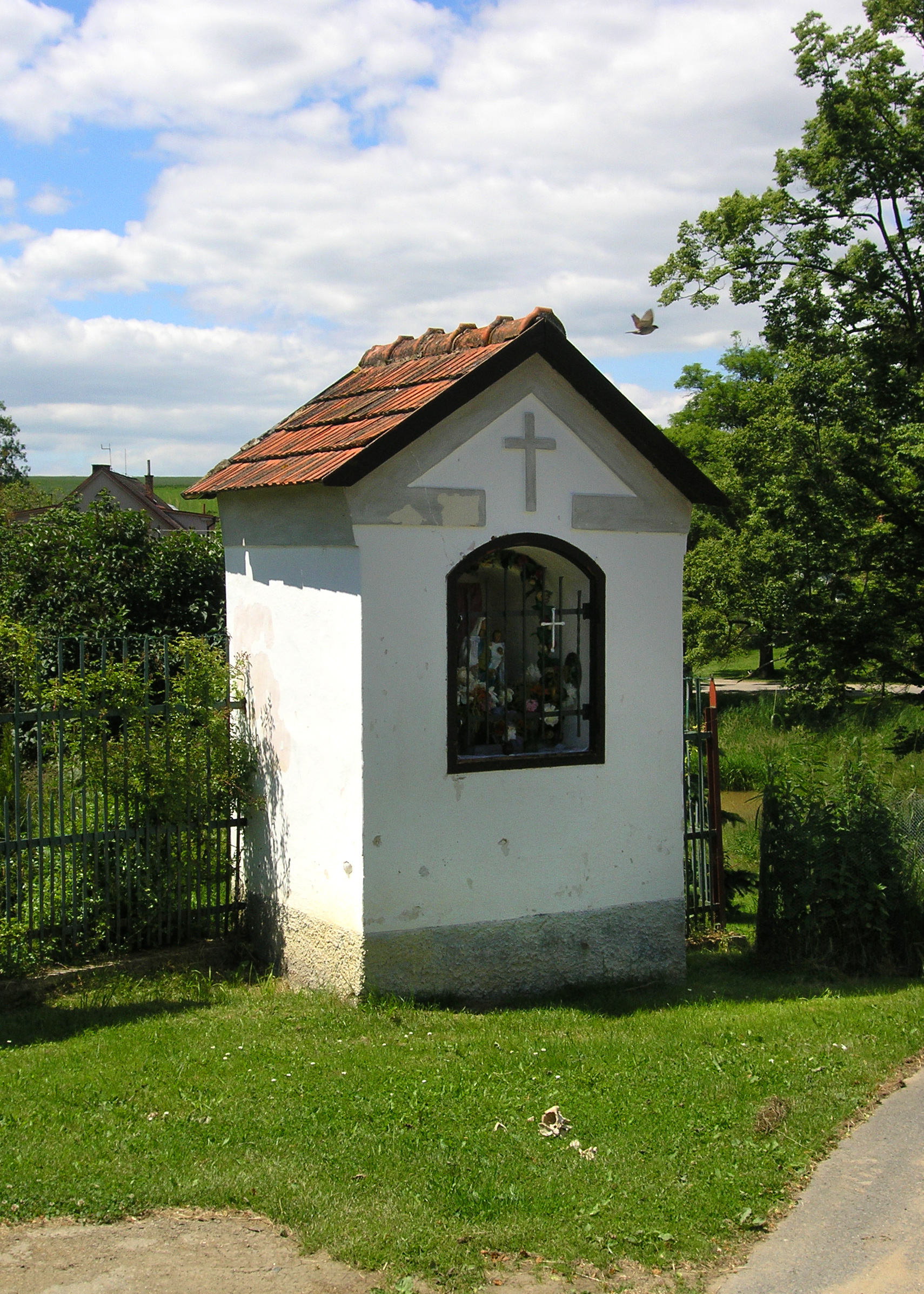
Die Kapelle
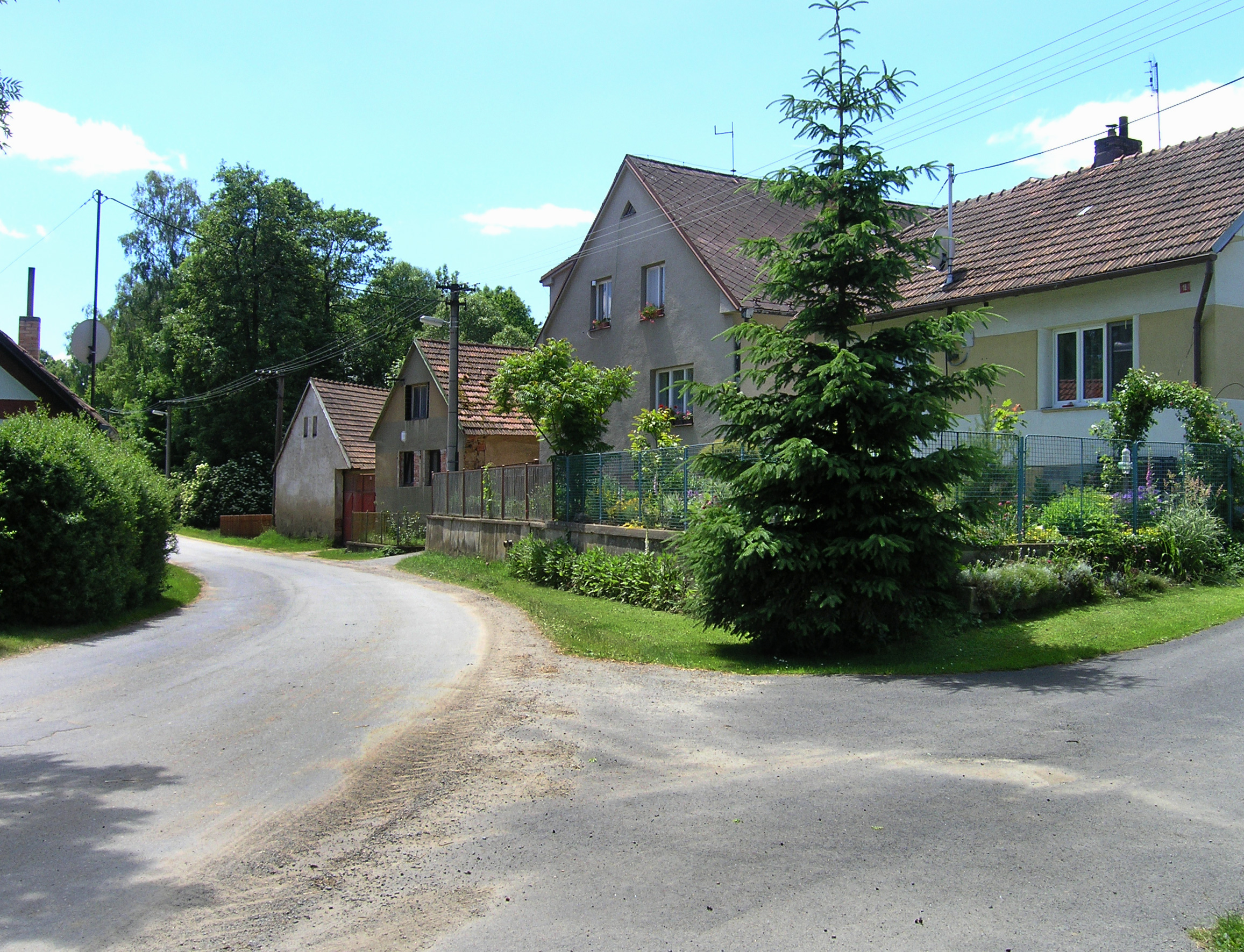
Die Straße nach Süd